# Épave de Kyrénia
L’épave de Kyrenia est une épave de navire grec marchand du IVe siècle av. J.-C. découverte au large de Kyrenia, à Chypre. Les recherches effectuées ont permis de déterminer que le navire avait eu une longue durée d'utilisation, d'environ 80 ans, avant un naufrage dû sans doute à une attaque de pirates mais aussi à un mauvais état général.
Particulièrement bien conservé, le navire permet d'appréhender les méthodes de construction navale de l'Antiquité. Il est exposé désormais dans un musée situé au sein du Château de Kyrenia (en).

## Histoire

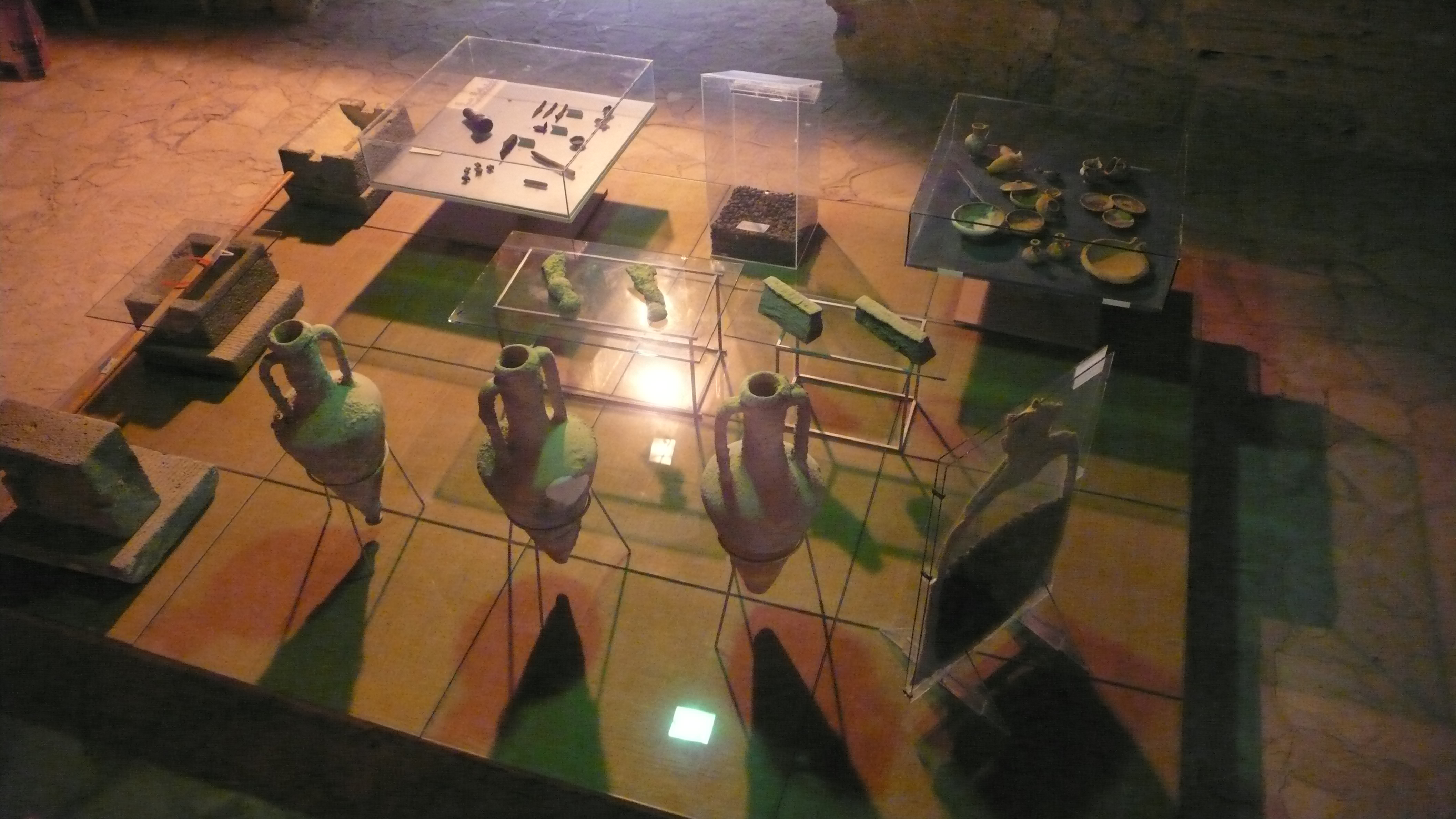
Vues des découvertes exposées au château de Kyrenia.

Le navire a navigué sous les règnes d'Alexandre le Grand et ses successeurs. Le navire a sombré du fait de son âge mais aussi peut-être à la suite d'une attaque de pirates à la fin du IVe siècle av. J.-C., vers 300 av. J.-C. Des épées ont été retrouvées sous la coque par les archéologues.
Une monnaie de bronze de Démétrios Poliorcète a été trouvée lors des fouilles qui ont duré de 1968-1969 à 1974. Le navire a été découvert par Andreas Cariolou en novembre 1965. Les fouilles ont été dirigées par Michael Katzev.
Les travaux de conservation, débutés en 1970, ont été interrompus par l'occupation turque de la partie septentrionale de Chypre en 1974.

## Navire

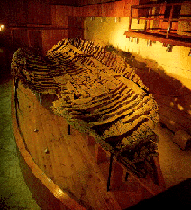
Autre vue du navire.

Le navire est relativement bien connu du fait du caractère remarquablement préservé de la coque et de nombreuses parties de bois du navire (environ 75 % d'éléments conservés).
Le navire mesurait 14,50 m de longueur et environ 4 m de largeur, et avait une voile carrée. Il était surtout fait de bois de pin d'Alep. L'équipage, selon les ustensiles découverts sur le navire, était constitué de 4 hommes au moins. Quatre cuillères en bois, quatre cruches, quatre plats et quatre coupes récupérés dans les fouilles suggèrent en effet que l'équipage lors du dernier voyage consistait en quatre marins. Les repas étaient probablement préparés à terre, en utilisant un grand pot et un chaudron de bronze.
Le bateau naviguait vers le sud le long de la côte anatolienne, passant Samos, Kos et Rhodes avant de continuer vers l'est, jusqu'à sa destruction à Chypre.
Le navire était relativement âgé au moment du naufrage et fut réparé. La datation par le carbone 14 des planches du bateau donne une date approximative de 389 av. J.-C. (plus ou moins 44 ans).
La quille a été réparée et des feuilles de plomb ont protégé la carène afin de l'imperméabiliser et de prolonger l'utilisation du bateau qui avait sans doute autour de 80 ans au moment du naufrage.

## Cargaison

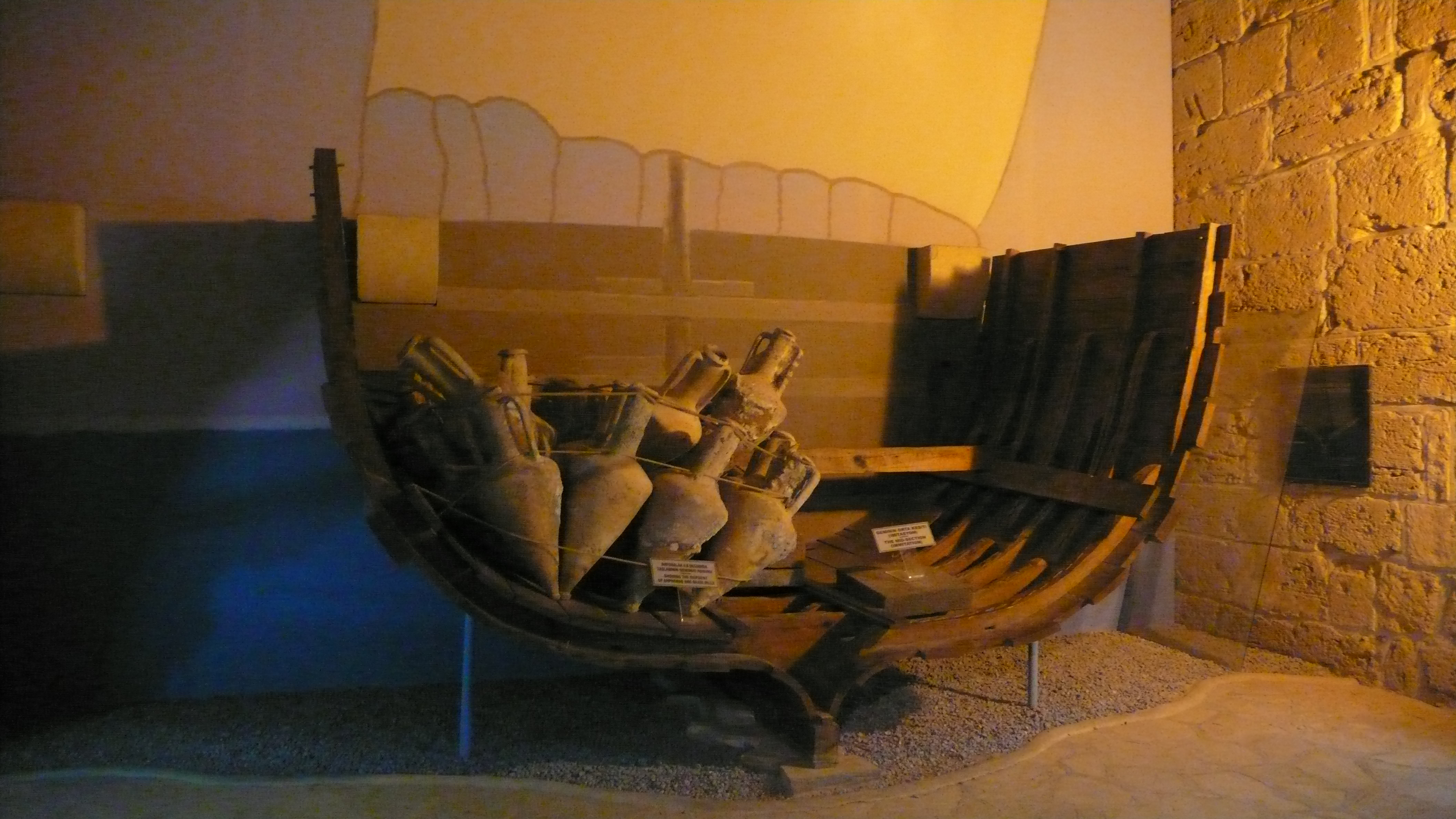
Amphores remises en place.

La capacité de charge du navire était de 20 tonnes.
- 375 amphores (dont 319 originaires de Rhodes, les autres probablement de Samos).
- 29 meules à grain utilisées comme lest sur la quille sur trois rangées.
- 9 000 amandes chargées dans des sacs.

## Analyse
La cargaison importante d'amphores de Rhodes fait supposer que cette île était une escale importante.
Des éléments typiques des navires marchands, comme les poids et les monnaies nécessaires aux négociations commerciales, manquaient lors des fouilles. Il faut ajouter qu'une partie importante de la cargaison, environ 1 tonne, manquait également. Cela donne à croire que le navire fut pillé.
La conservation presque complète de la coque, ainsi que les mesures de restauration prises, est un élément important de notre connaissance concernant la construction navale dans l'Antiquité.

## Postérité
Le navire a fait l'objet de reconstitutions dont l'une, le Kyrénia II, au Pirée en 1985. Ainsi, en 1982, Haris Tzalas, président de l’Hellenic Institute for the Protection of Nautical Tradition suggéra à Michael Katzev de tenter une expérience d'archéologie expérimentale en créant une réplique grandeur nature du navire. Mise en œuvre à Perama (Grèce), sous le contrôle de l’American Institute of Nautical Archaeology et de l'architecte naval Richard Steffy, cette entreprise permit de disposer du navire pour les cérémonies en lien avec la promotion, en 1985, d'Athènes comme capitale européenne de la culture. Cette expérience, qui avait par ailleurs une visée politique évidente permit de tester la vitesse (quatre nœuds de moyenne) et les qualités nautiques de ce type de navire marchand. À cette occasion, on a constaté qu'ils pouvaient naviguer à 70° contre le vent, « vérification empirique de la thèse de Jean Rougé sur la capacité des cargos antiques de remonter au vent ».
Le navire apparaît sur les pièces de 0,10 ; 0,20 et 0,50 € chypriotes.